# ピアノソナタ第7番 (スクリャービン)
ピアノソナタ第7番 作品64『白ミサ』 は、アレクサンドル・スクリャービンが1911年に完成させた単一楽章のピアノソナタ。

## 概要
フランス語の「白ミサ」（Messe Blanche）という副題は作者自身の案による。他の後期作品と同じく、きわめて半音階的で、無調で作曲されているが、喜ばしい法悦の境地を表現することが意図されており、さほど不協和に響かない。ソナタ形式を自由に変形して利用している。